# Michael Greyeyes
Michael Joseph Charles Greyeyes (Saskatchewan, 4 juni 1967) is een Canadees acteur.

## Biografie
Greyeyes doorliep de highschool aan de The National Ballet School in Toronto waar hij in 1984 zijn diploma haalde. Hij nam vanaf 1987 deel aan het nationaal ballet van Canada, drie jaar later verliet hij deze groep om naar New York te verhuizen. Later heeft hij gestudeerd aan de Kent State University in Kent waar hij in 2003 zijn master haalde in kleinkunst.
Greyeyes is getrouwd en heeft hieruit twee dochters.

## Filmografie

### Films
Uitgezonderd korte films.
- 2023 The King Tide - als Marlon
- 2022 Firestarter - als Rainbird
- 2021 Wildhood - als Smokey
- 2021 Wild India - als Makwa
- 2019 Togo - als Amituk
- 2019 Blood Quantum - als Traylor
- 2017 Woman Walks Ahead - als Sitting Bull
- 2013 Jimmy P. – als Allan
- 2008 Passchendaele – als Highway
- 2004 The Reawakening – als dr. Robert
- 2003 DreamKeeper – als Thunder Spirit
- 2002 Skinwalkers – als dr. Stone
- 2002 Sunshine State – als Billy Trucks
- 2002 Zig Zag – als Dale
- 2001 Sam's Circus – als chief
- 2000 The Lost Child – als Eddie
- 2000 Race Against Time – als Johnny Black Eagle
- 2000 Skipped Parts – als Hank Elkrunner
- 1998 The Minion – als Gray Eagle
- 1998 Smoke Signals – als Polatkin jr.
- 1998 Firestorm – als Andy
- 1997 Rough Riders – als Delchaney
- 1997 True Women – als Tarantula
- 1997 Stolen Women, Captured Hearts – als Tokalah
- 1996 Crazy Horse – als Crazy Horse
- 1995 Rude – als Spirit danser
- 1994 Dance Me Outside – als Gooch
- 1993 Geronimo – als Juh

### Televisieseries
Uitgezonderd eenmalige gastrollen.
- 2022-2023 Acting Good - als neef Leon - 3 afl.
- 2023 1923 - als Hank - 4 afl.
- 2022 Spidey and His Amazing Friends - als vader / limonademan (stemmen) - 4 afl.
- 2021-2022 Rutherford Falls - als Terry Thomas - 18 afl.
- 2020-2021 Home Before Dark - als Sam Gillis - 8 afl.
- 2020 I Know This Much Is True - als Ralph Drinkwater - 4 afl.
- 2019 V-Wars - als Jimmy Saint - 8 afl.
- 2019 True Detective - als Brett Woodard - 5 afl.
- 2017 Fear the Walking Dead - als Qaletqa Walker - 10 afl.
- 2015 Saints & Strangers - als Canonicus - 2 afl.
- 2014 Klondike - als Tlingit Leader - 6 afl.
- 1999 Walker, Texas Ranger – als Brian Falcon – 2 afl.
- 1998 Big Bear – als Wandering Spirit – 2 afl.
- 1997 Dr. Quinn, Medicine Woman – als Walks in the Night – 2 afl.

- Gemeinsame Normdatei: 1173218327
- International Standard Name Identifier: 0000 0000 4761 7404
- Library of Congress Control Number: nr00002870
- MusicBrainz: abb25665-b238-478d-b3f7-bd820d55ded4
- Nationale Bibliotheek van Tsjechië: xx0300275
- Virtual International Authority File: 76151610
- WorldCat: E39PBJcBW3DVgHCJCX8x9Vwt8C